# 모스테이루스시

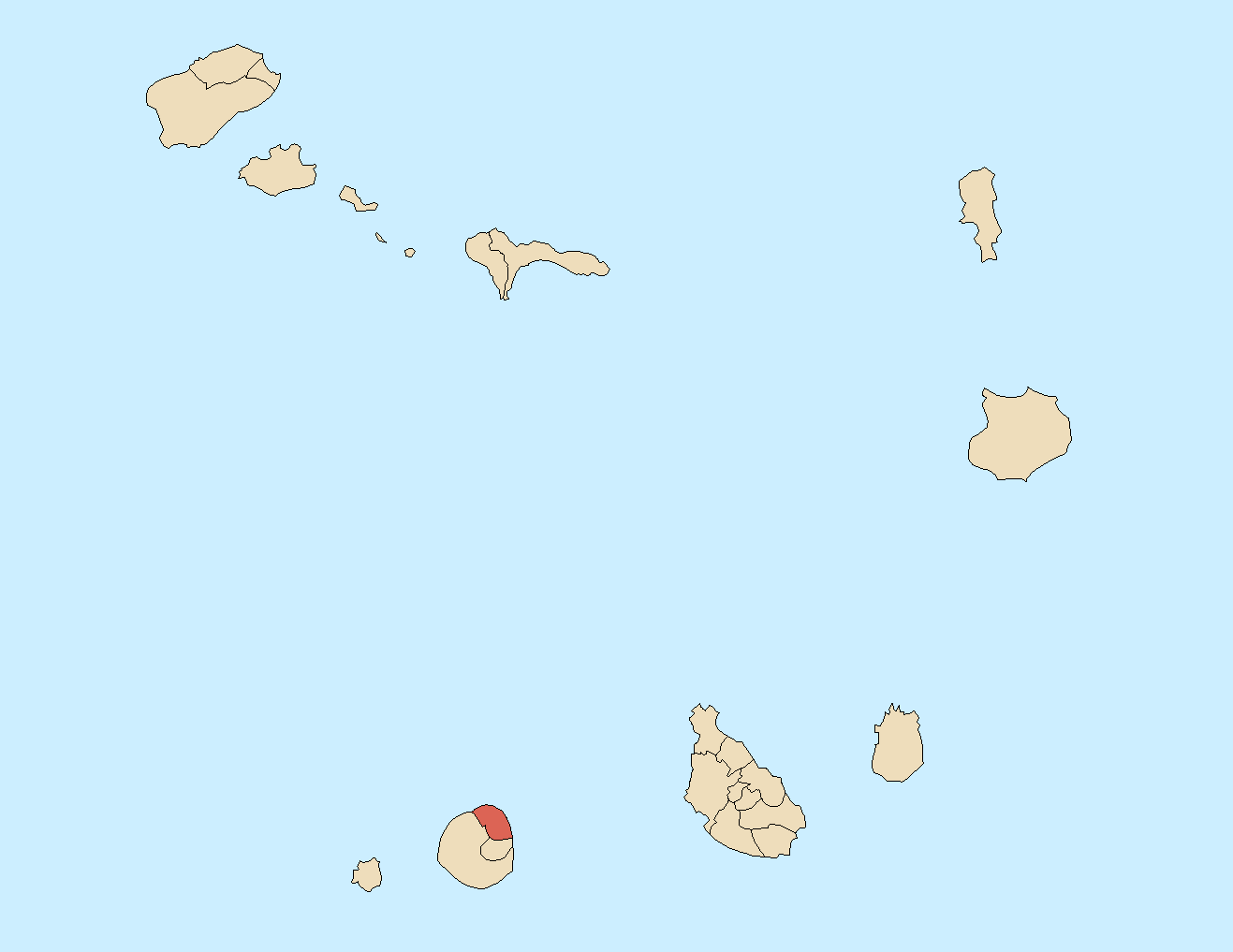
모스테이루스시의 위치

모스테이루스시(포르투갈어: Mosteiros)는 카보베르데를 구성하는 22개 지방 자치체 가운데 하나로 포구섬 북동부에 위치한다. 행정 중심지는 모스테이루스이며 면적은 89.45km2, 인구는 9,520명(2010년 기준)이다. 1개 교구(노사세뇨라다아주다(Nossa Senhora da Ajuda) 교구)를 관할한다.